# Vicky Ntetema

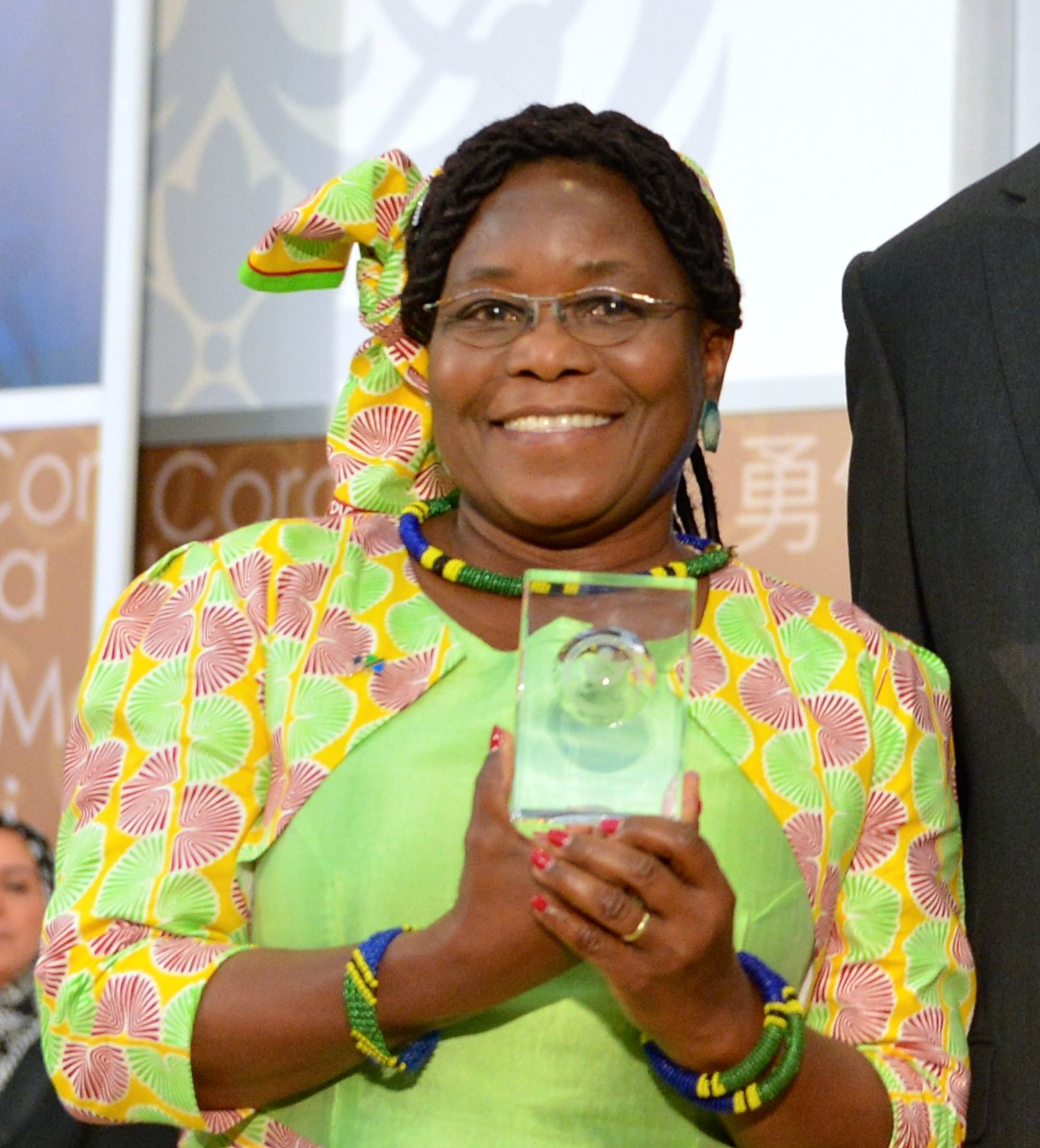
Vicky Ntetema (2016)

Vicky Ntetema (geb. ca. 1958 in Tanganjika) ist eine tansanische Journalistin. Sie wurde dadurch bekannt, dass sie die Verfolgung von Menschen mit Albinismus in Tansania an die Öffentlichkeit brachte. Sie leitete von 2010 bis 2018 die Menschenrechtsorganisation Under the Same Sun (UTSS) als Exekutivdirektorin.

## Biographie
Vicky Ntetema kam etwa 1958 in British-Tanganjika zur Welt. Mit einem Stipendium der tansanischen Regierung studierte sie Journalismus in der Sowjetunion und schloss 1985 mit einem Master ab. 1998 erwarb sie einen weiteren Master in Information Systems Development an der London School of Economics and Political Science.
1991 fing Ntetema zunächst als Übersetzerin für Swahili bei der BBC an, war aber bald als Radiomoderatorin und auch -Produzentin tätig. 2006 wurde sie senior journalist und Studioleiterin für BBC World Service in Tansania. Ntetema wurde bekannt, als sie Berichte über Morde an Personen mit Albinismus in Tansania veröffentlichte. 2010 verließ Ntetema die BBC und übernahm die Leitung von Under the Same Sun in Tansania, einer kanadischen Wohltätigkeitsorganisation, die sich für die Menschenrechte von Menschen mit Albinismus einsetzt. In dieser Funktion war sie bis Mai 2018 tätig.
Ntetemas verdeckte Ermittlungen ergaben, dass in Tansania Vorurteile gegen Menschen mit Albinismus weit verbreitet sind und dass viele Menschen in ihnen geisterhafte Wesen sahen. Manche lokale Hexendoktoren betrachteten ihre Körperteile offenbar auch als potente Zutaten für Zaubertränke und -sprüche. Ntetemas Berichte waren maßgeblich dafür verantwortlich, dass die internationale Aufmerksamkeit auf die Situation gelenkt wurde. 2015 wurde beispielsweise vom UN-Menschenrechtsrat die Stelle eines UN-Sachverständigen für Albinismus eingerichtet. Aufgrund von Drohungen gegen Ntetema musste sie zeitweise untertauchen, benötigte rund um die Uhr Schutz und war sogar zweimal gezwungen, das Land ganz zu verlassen.
Nicht zuletzt durch ihr Engagement etablierten sich Kampagnen, die über die Ursachen des Albinismus aufklären, die Stigmatisierungen beenden und das Wohlergehen der Albino-Gemeinschaft fördern sollen. Der okulokutane Albinismus wird autosomal rezidiv vererbt. Dies bedeutet, dass beide Kopien des Gens krankhaft verändert sein müssen, und dass beide Eltern Träger des mutierten Gens sind. Bei nicht symptomatischen Eltern, die eine mutierte Kopie des Gens in sich tragen, beträgt die Wahrscheinlichkeit, dass ihr Kind als Albino geboren wird, 25 Prozent. Weltweit liegt die Häufigkeit des okulokutanen Albinismus bei 1:20.000. Nach Schätzungen hat in Tansania einer von 1.400 Menschen die Störung und jeder 19. Einwohner ist Träger des mutierten Gens.
Die noch weitaus größere Bedrohung als die soziale Ausgrenzung und Verfolgung ist für Albinos der mit dem Mangel an Melanin verbundene, fehlende Schutz vor den UV-Strahlen der Sonne. In Tansania haben nahezu alle Albinos bis 20 Jahre gefährliche präkanzeröse Läsionen. Viele sterben vor Erreichen des 40. Lebensjahres an Hautkrebs. Die Gesundheitsprojekte beinhalten neben Aufklärungskampagnen über den obligatorischen Schutz der Haut vor der UV-Strahlung Programme zur Krebsfrüherkennung. Vielen Albinos, die aufgrund ihrer Sehschwäche keinen Schulabschluss haben, fällt es besonders schwer, einen Job zu finden, der nicht im Freien ausgeübt wird. Hier gibt es viele Initiativen auch zur Bildungs- und beruflichen Integration der Betroffenen.

## Auszeichnungen
- 2010 Courage in Journalism Award der International Women's Media Foundation[5][1]
- 2013 Tanzania Women of Achievement Award in Kategorie "Information and Communication"
- 2016 International Women of Courage Award[7]

## Weiterführende Literatur
- Chielozona Eze: Justice and Human Rights in the African Imagination. Routledge, 2021 (englisch).
- Pioneers, Rebels, and a few Villains 150 Years of Journalism in Eastern Africa. Konrad-Adenauer-Stiftung Media Programme Sub-Sahara Africa, 2021 (englisch).